# IFK Västervik
IFK Västervik, egentligen Idrottsföreningen Kamraterna Västervik, är en fotbollsklubb i Västervik, Småland. Klubben grundades den 5 maj 1919 vilket gör den till en av de äldsta klubbarna i Västerviks kommun. Ursprungligen hette klubben Ekdalens BK, innan namnet ändrades 1924. Hemmamatcherna spelas på Bökensved där man delar plan med stadskonkurrenten Västerviks FF. Klubben spelar för närvarande i Division 5 som är landets sjunde högsta serie.